# Suriname aux Jeux olympiques d'été de 2008
Le Suriname participe aux Jeux olympiques d'été de 2008 à Pékin et envoie une délégation de quatre sportifs : deux pour l'athlétisme (Jurgen Themen et Kirsten Nieuwendam) et deux pour la natation (Chinyere Pigot et Gordon Touw Ngie Tjouw). Cette délégation participe à quatre épreuves distinctes dans deux sports sur les 28 disciplines proposées. Il s'agit de la onzième participation olympique du Suriname : participant à toutes les compétitions depuis les Jeux olympiques d'été de 1960 de Rome, à l'exception des Jeux olympiques d'été de 1964 de Tokyo et des Jeux olympiques d'été de 1980 de Moscou. Aucun des quatre sportifs n'ont été sélectionnés par leurs performances et ils n'ont pas passé le premier tour des épreuves olympiques. La nageuse Kirsten Nieuwendam a battu le record national du 200 m nage libre avec un temps de 24 s 46. Le porte-drapeau du Suriname à Pékin n'était pas un athlète en lice : il s'agissait d'Anthony Nesty, alors seul médaillé olympique de l'histoire du Suriname et entraîneur olympique de l'équipe de natation du pays. La délégation n'a remporté aucune médaille lors de ces jeux.

## Contexte
Le Comité olympique du Suriname a été créé en 1959 et reconnu la même année par le Comité international olympique. Le Suriname participe aux Jeux olympiques pour la première fois à Rome en 1960 avec l'envoi d'un seul athlète masculin : Wim Esajas (nl) mais celui-ci mal informé à la suite d'une erreur de Fred Glans (secrétaire général du Comité olympique du Suriname) ne se présente pas à l'épreuve de 800 mètres. Depuis, le Suriname participe à tous les Jeux olympiques d'été à l'exception de ceux de Tokyo en 1964 et de Moscou en 1980. Depuis 1971, le Suriname participe aux Jeux panaméricains. À la date de 2008, le maximum d'athlètes envoyés par le Suriname aux Jeux olympiques est au nombre de 7 (pour les Jeux d'Atlanta de 1996) et le seul athlète à avoir remporté des médailles olympiques pour le pays est le nageur Anthony Nesty (une médaille d'or en 1988 et une médaille de bronze en 1992),. Durant ces jeux, plusieurs sportifs d'origine surinamaise concourent pour les Pays-Bas : l'athlète Gregory Sedoc ; la nageuse Ranomi Kromowidjojo ; les judokas Deborah Gravenstijn et les frères Guillaume Elmont et Dex Elmont. Le père des frères Elmont, le judoka Ricardo Elmont (nl), a concouru pour le Suriname aux Jeux olympiques de 1976 à Montréal.

## Délégation
Bien qu'il ne participe à aucune épreuve, Anthony Nesty est choisi comme porte-drapeau pour les cérémonies des Jeux olympiques. Il est alors entraîneur en chef de l'équipe de natation du Suriname, après avoir été entraîneur adjoint de l'équipe de natation de l'université de Floride et entraîneur adjoint de l'équipe de natation du Suriname durant les Jeux olympiques d'été de 2004 à Athènes.
La plus jeune athlète de la délégation est la nageuse Chinyere Pigot (nl), âgée de 15 ans, et le plus vieil athlète est le nageur Gordon Touw Ngie Tjouw (nl), âgé de 23 ans. Il est le seul à avoir déjà concouru aux Jeux olympiques : il s'agit de sa deuxième participation consécutive. Cette édition marque aussi le départ de l'athlète surinamaise Letitia Vriesde de la compétition. Elle avait participé aux cinq derniers Jeux olympiques (de 1988 à 2004). Mis à part Nesty, plusieurs entraîneurs sont présents au sein de l'équipe olympique à l'instar de Kenneth MacDonald et Edward Cruden.

## Cérémonies
La délégation surinamaise défile lors des cérémonies d'ouverture et de clôture qui se déroulent dans le stade national de Pékin.

### Cérémonie d'ouverture
La cérémonie d'ouverture se déroule le 8 août 2008. Les délégations défilent, après un spectacle musical chorégraphié, dans l'ordre déterminé par le nombre de traits du premier caractère en chinois simplifié et, éventuellement, des suivants. Devant le drapeau de chaque délégation, une femme costumée tient une pancarte sur laquelle le nom de la délégation est écrit en chinois (langue du pays hôte), en français et en anglais (langues officielles des Jeux). La délégation surinamaise, composée de sept personnes dont son porte-drapeau Anthony Nesty à sa tête, entre en 97e position. Les membres de la délégation sont vêtus d'une tenue blanche avec des touches vertes et jaunes.

### Cérémonie de clôture
La cérémonie de clôture, moins formelle que la cérémonie d'ouverture, se déroule le 24 août 2008. La cérémonie commence par un premier spectacle chorégraphié. Ensuite, les délégations dont la délégation surinamaise entrent dans le stade après l'entrée des porte-drapeaux, dont le nageur Anthony Nesty, mais avant la remise des médailles du marathon masculin.

## Qualifications

### Football

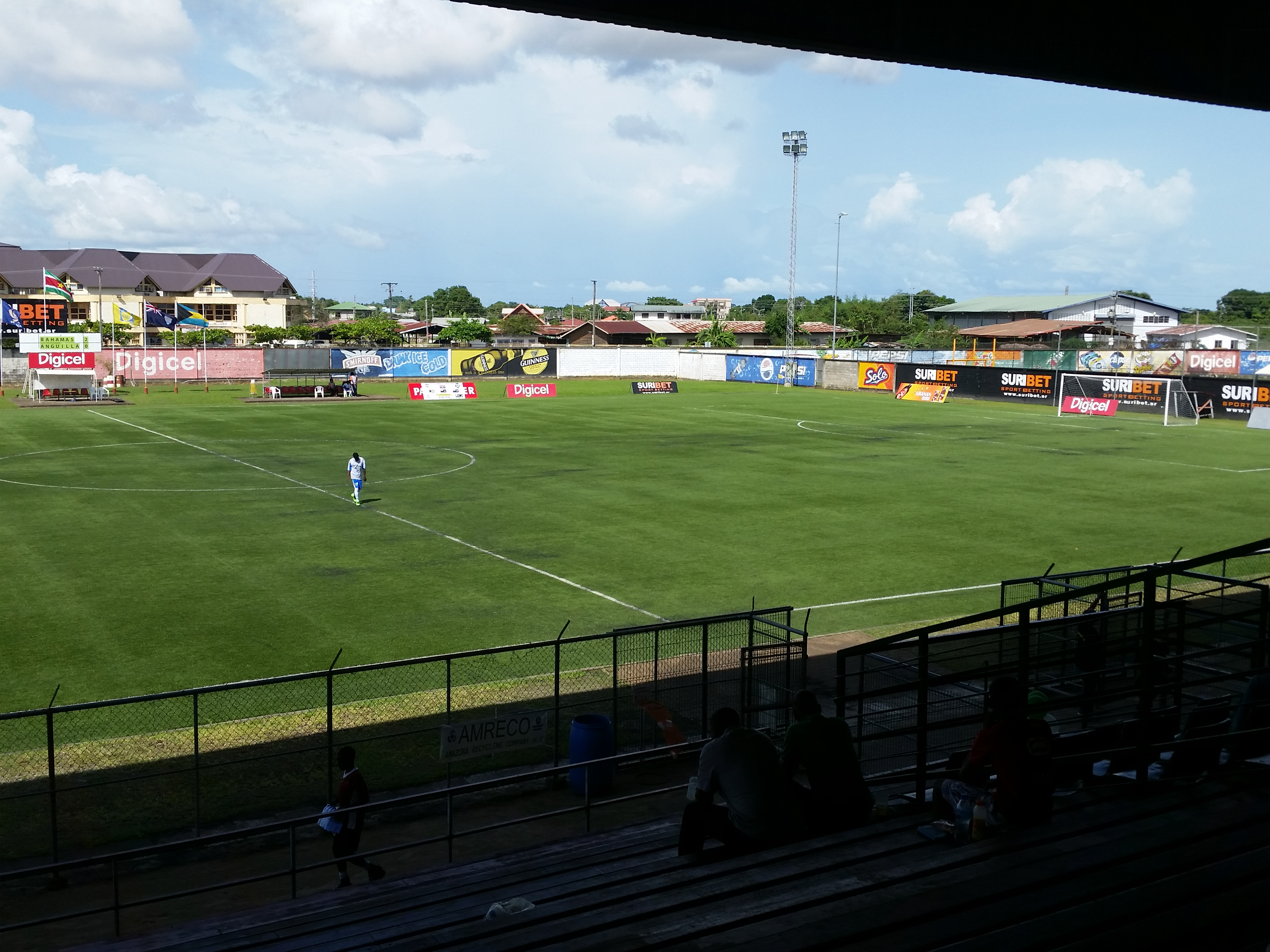
Le où les quatre équipes du groupe A se sont affrontées entre le 31 août et le 4 septembre 2007.

Le Suriname participe aux éliminatoires de la zone caribéenne du tournoi pré-olympique masculin de la CONCACAF 2008. Au premier tour, ils affrontent le Guyana, Trinité-et-Tobago et les Antilles néerlandaises dans le groupe A. Le Suriname arrive en 3e position sur 4 dans le groupe A. Ils sont donc éliminés et ne participent pas au deuxième tour. Seules les équipes arrivées en première position de chaque groupe accèdent au deuxième tour,.
| Classement | Pays                   | Points | Match joué | Match gagné | Match perdu | Match nul | But marqué | But encaissé |
| ---------- | ---------------------- | ------ | ---------- | ----------- | ----------- | --------- | ---------- | ------------ |
| 1er        | Trinité-et-Tobago      | 9      | 3          | 3           | 0           | 0         | 7          | 0            |
| 2e         | Guyana                 | 4      | 3          | 1           | 1           | 1         | 4          | 7            |
| 3e         | Suriname               | 4      | 3          | 1           | 1           | 1         | 2          | 2            |
| 4e         | Antilles néerlandaises | 1      | 3          | 0           | 1           | 1         | 2          | 6            |

#### 31 août 2007: Suriname - Antilles néerlandaises
Le Suriname gagne 1 à 0 contre les Antilles néerlandaises. Le but est marqué par Cleon Wondel à la 14e minute. L'équipe du Suriname est composée des joueurs suivants pour ce match : Orlando Esajas, Ronley Ravenberg, Furgill Ong A Fat (nl), Vernon Etnel, Julio Fabian Afoemang, Romano Sordam (remplacé par Jerome Strijder à la 61e minute), Cleon Wondel (remplacé par Raydell Schuurman (nl) à la 73e minute), Emilio Limón (en), Melvin Valies, Vahid Vinisie (remplacé par Kenzo Huur à la 73e minute) et Geovanni Tiendari. L'arbitre du match est le Barbadien Mark Forde.

#### 2 septembre 2007: Suriname - Guyana
Le Suriname perd 1 à 2 contre le Guyana. Le Surinamais Emilio Limón marque un but à la 7e minute. Les Guyaniens Dwight Peters (en) et Konata Mannings (en) marquent chacun un but respectivement à la 2e et à la 45e minute. L'équipe du Suriname est composée des joueurs suivants pour ce match : Orlando Esajas, Ronley Ravenberg, Furgill Ong A Fat, Vernon Etnel, Julio Fabian Afoemang, Romano Sordam, Cleon Wondel (remplacé par Kenzo Huur à la 52e minute), Emilio Limón, Melvin Valies, Vahid Vinisie (remplacé par Raydell Schuurman à la 52e minute) et Geovanni Tiendari (remplacé par Jerome Strijder à la 63e minute). L'arbitre du match est le Barbadien Barney Callender.

#### 4 septembre 2007: Suriname - Trinité-et-Tobago
Le match se solde par un match nul. Aucune équipe ne marque de but. L'équipe du Suriname est composée des joueurs suivants pour ce match : Ronley Ravenberg, Furgill Ong A Fat, Vernon Etnel, Julio Fabian Afoemang, Romano Sordam, Kenzo Huur (remplacé par Geovanni Tiendari à la 74e minute), Jerome Strijder, Emilio Limón, Melvin Valies (remplacé par Vahid Vinisie à la 78e minute), Foline Abauna et Lionel Carolus (remplacé par Raydell Schuurman à la 46e minute). L'arbitre du match est le Barbadien Mark Forde.

## Engagés Surinamiens par sport

### Athlétisme

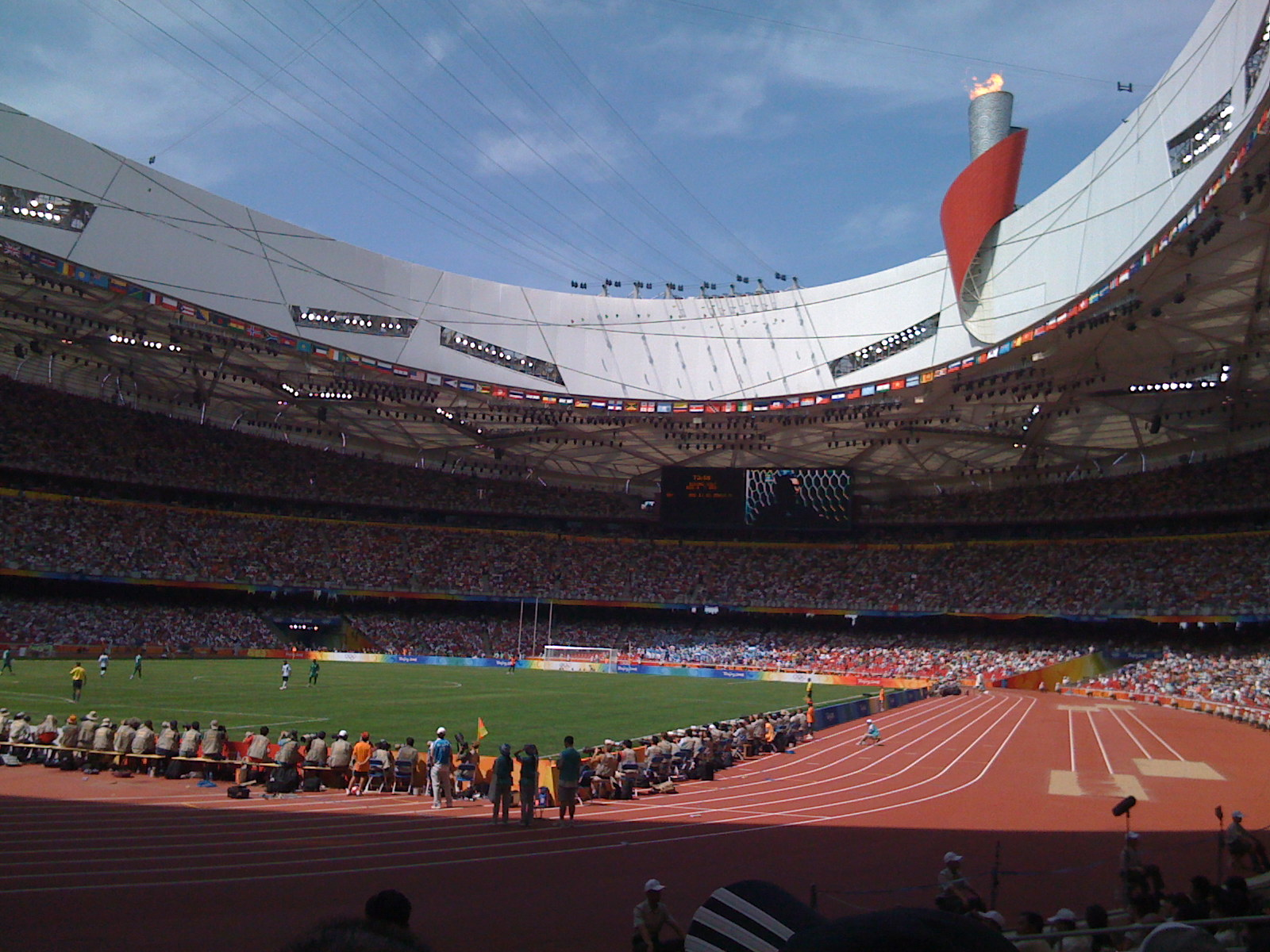
Le Stade national de Pékin où Themen et Nieuwendam ont concouru.

Aucun athlète Surinamais ne satisfait les normes de qualification minimales requises. Conformément au règlement adopté par l'IAAF, les comités olympiques nationaux qui n'ont pas d'athlètes masculin et féminin qualifiés peuvent inscrire leur meilleur athlète masculin et féminin pour une seule épreuve à condition qu'ils soient des sportifs de niveau international,.
Jurgen Themen, alors âgé de 22 ans, participe pour la première fois aux Jeux olympiques. Themen fait sa première apparition dans une compétition internationale durant les Championnats du monde d'athlétisme 2007 pour le 100 mètres masculin mais est éliminé en série. Il participe à la première série du tour de qualification de l'épreuve de 100 mètres d'athlétisme masculin qui se tient le 15 août 2008 à 9h45. Partant de la piste n°5 avec un temps de réaction de 0,179 seconde, il termine l'épreuve en 10 s 61 et bat son record personnel (10 s 74). Il arrive en 6e position sur 8. Les leaders de sa série sont le Jamaïcain Usain Bolt (10 s 20 s) et Daniel Bailey d'Antigua-et-Barbuda (10 s 24). Themen arrive devant Moses Kamut (en) du Vanuatu (10 s 81) mais derrière l'italien Fabio Cerutti (10 s 49). Themen se classe 54e sur 80 toutes séries confondues. Seuls les trois premiers de chaque série et les dix coureurs suivants les plus rapides sont qualifiés pour les quarts de final : Themen n'est donc pas qualifié.
Kirsten Nieuwendam (nl), alors âgée de 16 ans et étudiante au lycée Saint Thomas d'Aquin (en) de Floride, participe pour la première fois aux Jeux olympiques. Nieuwendam participe à la première série du tour de qualification de l'épreuve de 200 mètres d'athlétisme féminin qui se tient le 18 août 2008 à 10h00. Partant de la piste n°3 avec un temps de réaction de 0,19 seconde, elle termine l'épreuve en 24 s 46 et arrive 7e sur 8. Elle termine derrière la Libérienne Kia Davis (en) (24 s 31). La 8e concurrente, la Ghanéenne Vida Anim, n'ayant jamais commencé l'épreuve. Les leaders de la série de Nieuwendam sont l'Américaine Allyson Felix (23 s 02) et la Sri Lankaise Susanthika Jayasinghe (23 s 04). Nieuwendam se classe 44e sur les 48 athlètes ayant participé aux tours de qualification. Seules les quatre premières de chaque série et les 8 sportives suivantes les plus rapides sont qualifiées pour les quarts de final : Nieuwendam n'est donc pas qualifiée.

#### Hommes
| Épreuve    | Athlète       | Séries       | Séries | Quarts de finale | Quarts de finale | Demi-finales | Demi-finales | Finale       | Finale       |
| Épreuve    | Athlète       | Résultat     | Rang   | Résultat         | Rang             | Résultat     | Rang         | Résultat     | Rang         |
| ---------- | ------------- | ------------ | ------ | ---------------- | ---------------- | ------------ | ------------ | ------------ | ------------ |
| 100 mètres | Jurgen Themen | 10 s 61 (rp) | 6e     | Non qualifié     | Non qualifié     | Non qualifié | Non qualifié | Non qualifié | Non qualifié |

#### Femmes
| Épreuve    | Athlète                 | Séries       | Séries | Quarts de finale | Quarts de finale | Demi-finales  | Demi-finales  | Finale        | Finale        |
| Épreuve    | Athlète                 | Résultat     | Rang   | Résultat         | Rang             | Résultat      | Rang          | Résultat      | Rang          |
| ---------- | ----------------------- | ------------ | ------ | ---------------- | ---------------- | ------------- | ------------- | ------------- | ------------- |
| 200 mètres | Kirsten Nieuwendam (nl) | 24 s 46 (RN) | 7e     | Non qualifiée    | Non qualifiée    | Non qualifiée | Non qualifiée | Non qualifiée | Non qualifiée |

##### Légende
rp : Record personnel
RN : Record national

### Natation

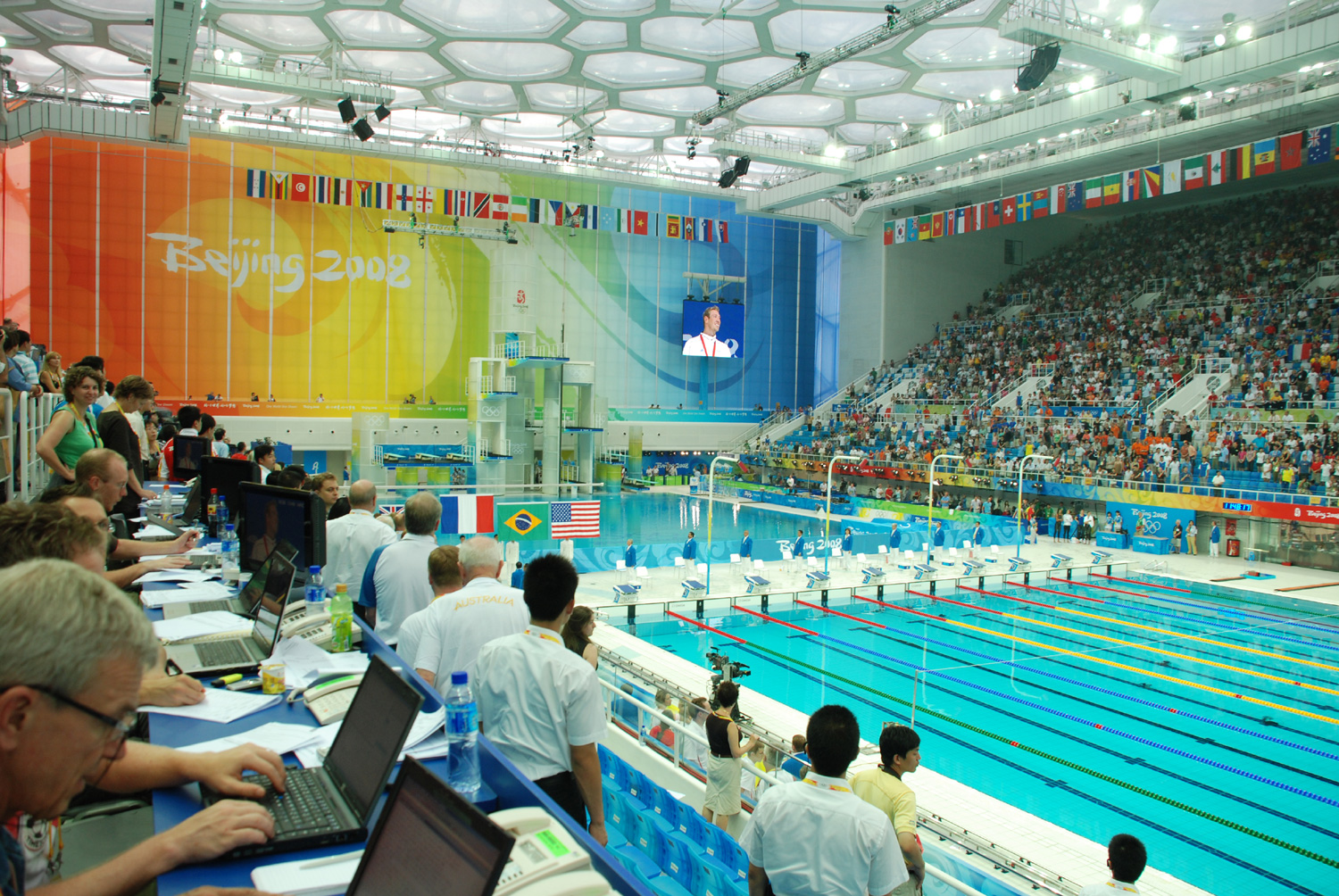
Le Centre national de natation de Pékin où Touw Ngie Tjouw et Pigot ont concouru.

Aucun athlète Surinamais ne satisfait les normes de qualification minimales requises. Conformément au règlement adopté par la FINA, les comités olympiques nationaux qui n'ont pas d'athlètes masculin et féminin qualifiés peuvent inscrire un athlète masculin et féminin pour une seule épreuve à condition qu'ils aient participé aux championnats du monde de natation 2007 :
- Gordon Touw Ngie Tjouw (nl) a participé à deux épreuves lors de ces championnats : 100 mètres papillon (arrivé 53e) et 50 mètres papillon (arrivé 49e)[17],[18].
- Chinyere Pigot (nl) a participé à cinq épreuves lors de ces championnats : 50 mètres nage libre (arrivée 94e), 50 mètres brasse (arrivée 60e), 100 mètres brasse (arrivée 54e), 200 mètres brasse (arrivée 45e) et 50 mètres papillon (arrivée 88e)[19],[20],[21],[22],[23].

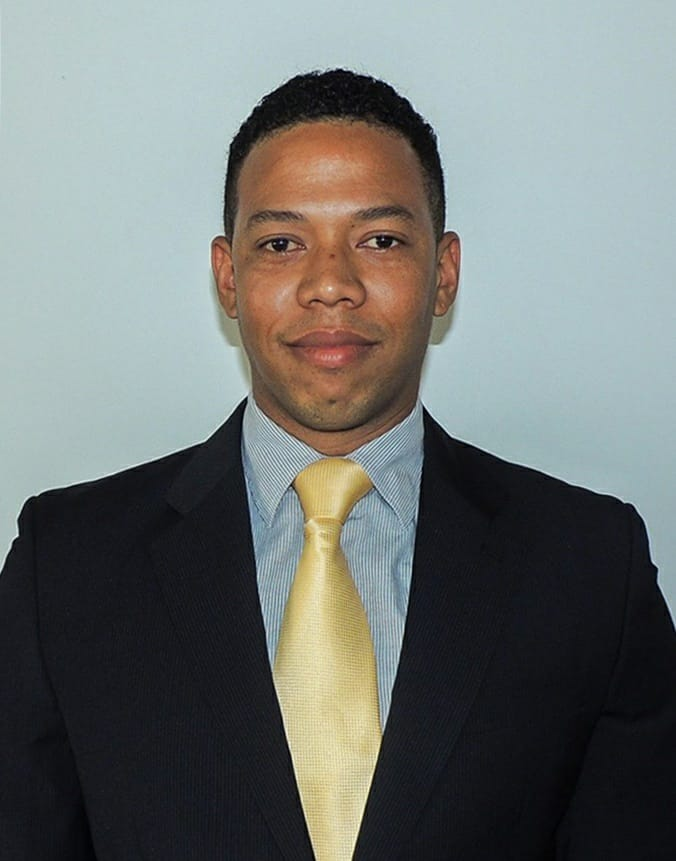
Gordon Touw Ngie Tjouw en 2020.

Gordon Touw Ngie Tjouw, âgé de 23 ans, participe au 100 mètres papillon masculin. Il s'agit de sa deuxième participation olympique : en effet, il avait déjà participé à la même épreuve lors des Jeux olympiques d'été de 2004. Le 14 août 2008 à 19h59, il participe à la deuxième série du tour préliminaire. Partant de la deuxième piste avec un temps de réaction de 0,76 seconde, il termine l'épreuve en 54 s 54, se classant troisième sur les sept nageurs de la série. Il arrive derrière le Malaisien Daniel Bego (en) (54 s 38) et devant le Kazakh Rustam Khudiyev (en) (54 s 62). Les leaders de sa série étaient le Caïmanais Shaune Fraser (54 s 08) et Daniel Bego. Tjouw se classe donc 55e sur les 66 sportifs participant à l'épreuve. Seuls les 16 nageurs les plus rapides accèdent à la demi-finale : Tjouw est donc éliminé.
Chinyere Pigot, âgée de 15 ans, participe pour la première fois aux Jeux olympiques. Le 15 août 2008 à 18h42, elle participe à la cinquième série du tour préliminaire du 50 mètres nage libre et part de la cinquième piste avec un temps de réaction de 0,79 seconde. Elle termine l'épreuve en 27 s 66 en se classant 2e sur 8 au sein de sa série, derrière la nageuse Hondurienne Sharon Fajardo (en) (27 s 19) et devant la Nicaraguayenne Dalia Tórrez Zamora (en) (27 s 81). Pigot se classe 54e sur les 92 nageuses en compétition. Seules les 16 nageuses les plus rapides accèdent à la demi-finale : Pigot est donc éliminée.

#### Hommes
| Épreuve        | Athlète                     | Séries   | Séries | Quarts de finale | Quarts de finale | Demi-finales | Demi-finales | Finale       | Finale       |
| Épreuve        | Athlète                     | Résultat | Rang   | Résultat         | Rang             | Résultat     | Rang         | Résultat     | Rang         |
| -------------- | --------------------------- | -------- | ------ | ---------------- | ---------------- | ------------ | ------------ | ------------ | ------------ |
| 100 m papillon | Gordon Touw Ngie Tjouw (nl) | 54 s 54  | 55e    | Non qualifié     | Non qualifié     | Non qualifié | Non qualifié | Non qualifié | Non qualifié |

#### Femmes
| Épreuve         | Athlète             | Séries   | Séries | Quarts de finale | Quarts de finale | Demi-finales  | Demi-finales  | Finale        | Finale        |
| Épreuve         | Athlète             | Résultat | Rang   | Résultat         | Rang             | Résultat      | Rang          | Résultat      | Rang          |
| --------------- | ------------------- | -------- | ------ | ---------------- | ---------------- | ------------- | ------------- | ------------- | ------------- |
| 50 m nage libre | Chinyere Pigot (nl) | 27 s 66  | 54e    | Non qualifiée    | Non qualifiée    | Non qualifiée | Non qualifiée | Non qualifiée | Non qualifiée |

## Culture
À l'occasion des jeux olympiques, 12 timbres à l'effigie du Suriname sont commercialisés. La même année, le Suriname édite une pièce de 20 dollars en hommage au vingtième anniversaire de la médaille d'or d'Anthony Nesty aux Jeux olympiques d'été de 1988 (Séoul).

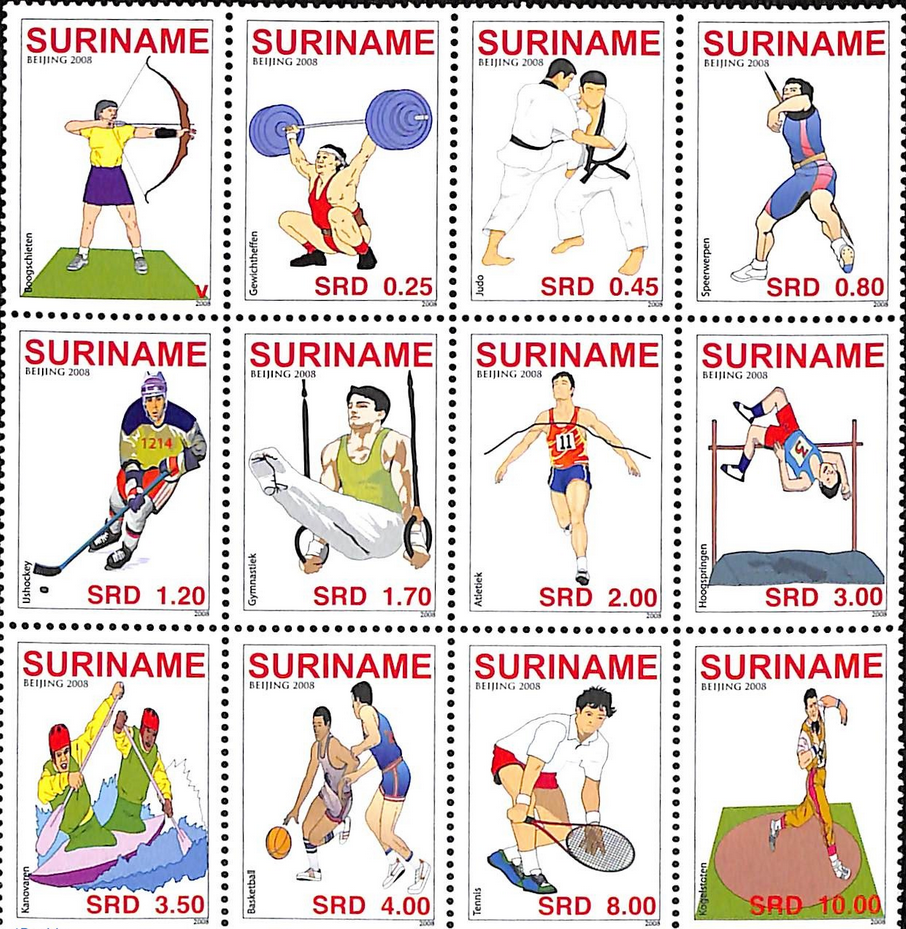
Timbres du Suriname : jeux olympiques de 2008
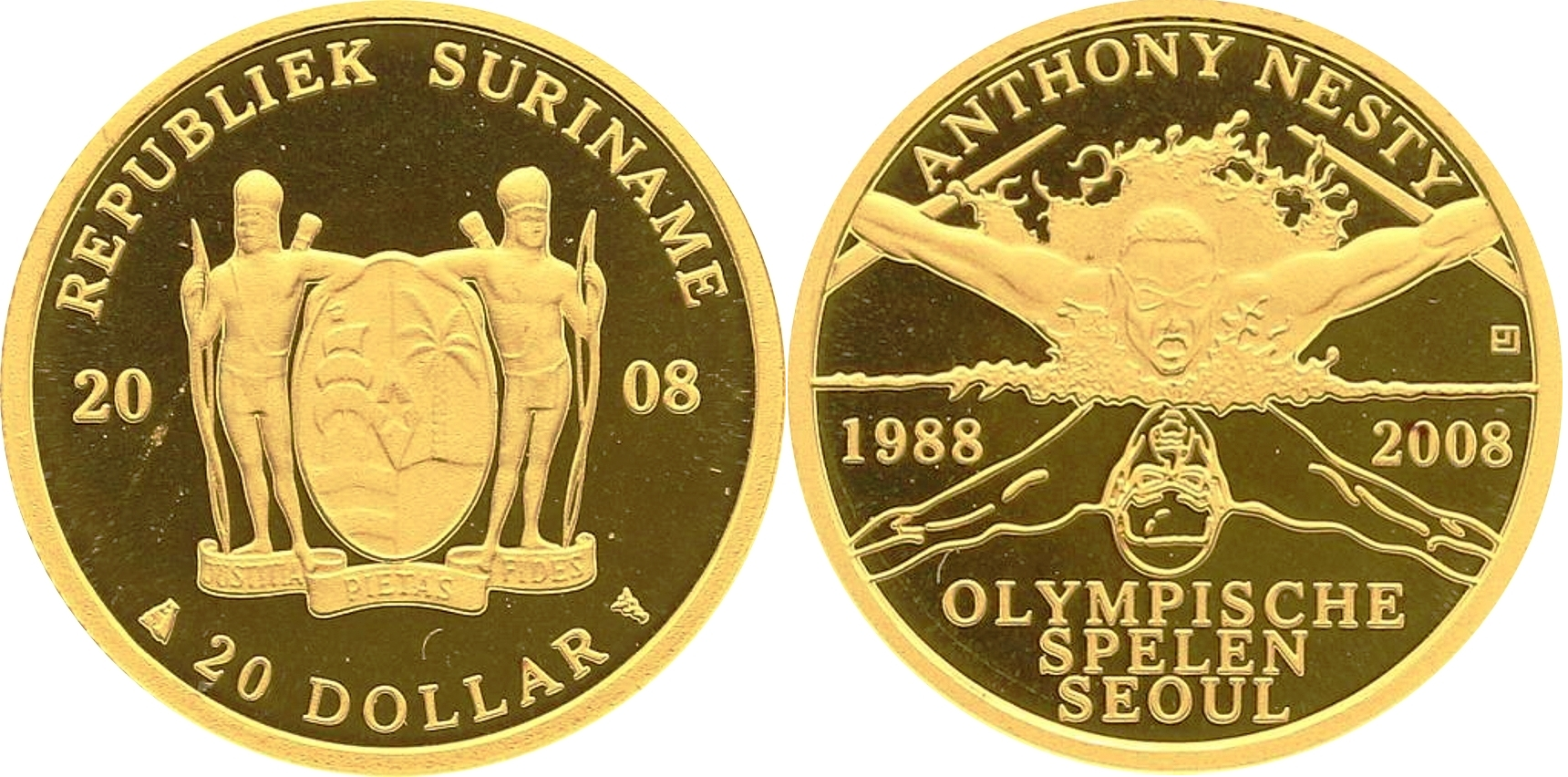
Pièce de 20 dollars en hommage à la médaille d'or d'Anthony Nesty de 1988